# Craig Stevens
Craig Stevens (8 de julio de 1918 – 10 de mayo de 2000) fue un actor televisivo y cinematográfico estadounidense.

## Biografía
Su verdadero nombre era Gail Shikles, Jr., y nació en Liberty, Misuri. Estudió odontología en la Universidad de Misuri-Kansas City, en la cual recibió un título de grado en 1936. Actuar en el club dramático de la universidad le facilitó una audición para la industria cinematográfica de Hollywood. Adoptando el nombre artístico de Craig Stevens debutó en un pequeño papel en 1939, interpretando a partir de entonces principalmente papeles secundarios. En 1944 se casó con la actriz canadiense Alexis Smith, permaneciendo el matrimonio unido hasta el fallecimiento de la actriz en 1993.
Tras casi veinte años en el cine, en 1958 Craig Stevens ganó fama por su papel protagonista como el detective privado de la serie televisiva Peter Gunn, emitida por la NBC y después por la ABC. La serie fue producida por Blake Edwards, que también escribió y dirigió muchos de sus episodios. Su banda sonora fue compuesta por Henry Mancini. A finales de la década de 1950 Stevens actuó en tres ocasiones en la serie western interpretada por Rod Cameron State Trooper.
En los primeros sesenta Stevens se trasladó a Londres, Inglaterra, para trabajar, a petición de Sir Lew Grade, de la Independent Televisión (ITV), como protagonista de la serie Man of the World.
En 1964, Stevens fue Mike Bell en el drama televisivo de la CBS, Mr. Broadway, junto a Horace McMahon. La serie fue producida por David Susskind.
Craig Stevens falleció a causa de un cáncer en 2000 en Los Ángeles, California. Sus restos fueron incinerados.